# شایبنهارد
شایبنهارد (به فرانسوی: Scheibenhard) یک کمون در فرانسه با جمعیت ۸۴۵ نفر است که در Canton of Lauterbourg واقع شده‌است.